# Rawson (Buenos Aires)

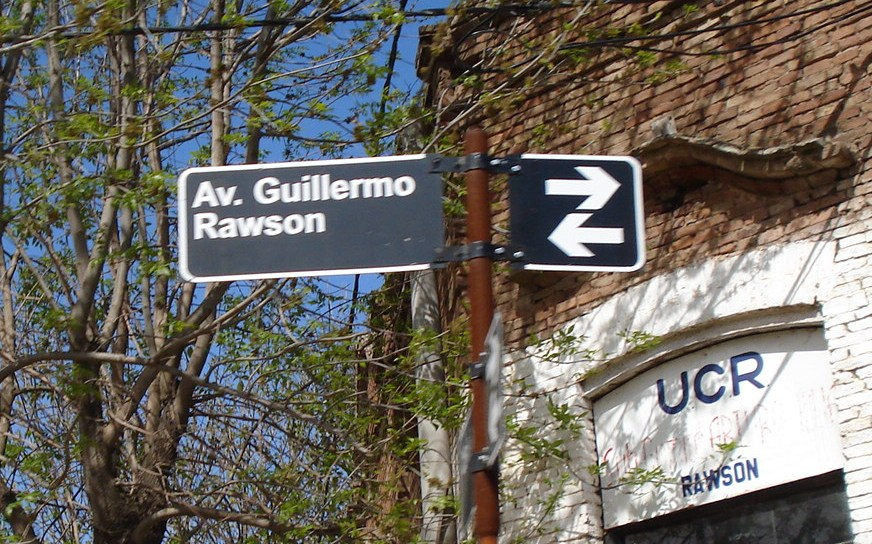
Guillermo Rawson Avenue in Rawson in de provincie Buenos Aires in Argentinië.

Rawson is een plaats in het Argentijnse bestuurlijke gebied Chacabuco in de provincie Buenos Aires. De plaats telt 2.184 inwoners.

## Geboren
- Eduardo Sepúlveda (13 juni 1991), wielrenner